# Слоат, Джон
Джон Дрейк Слоат (англ. John Drake Sloat; 6 июня 1781, Слотсбург, штат Нью-Йорк — 28 ноября 1867, Нью-Йорк) — коммодор (в дальнейшем контр-адмирал) Военно-морского флота США, известный боевыми действиями на территории Калифорнии в 1846 году во время Американо-мексиканской войны и установление американского контроля над главными городами штата.

## Биография
Родился в Слотсбурге (штат Нью-Йорк) в семье потомков голландских эмигрантов. Рано осиротел (его отец, капитан, был по ошибке застрелен его же часовым, а мать умерла вскоре после этого) и воспитывался бабушкой и дедушкой со стороны матери.
В 1800 году стал мичманом, но через год был уволен в связи с сокращением. С началом Англо-американской войны 1812—1814 годов в 1812 году был вновь призван во флот, служил в качестве штурмана на фрегате United States под командованием Стивена Декейтера и был произведён в лейтенанты за храбрость, проявленную при захвате британского фрегата Macedonian, получив за это в том числе серебряную медаль и личную благодарность от Конгресса. В 1823—1825 годах принимал участие в военно-морской экспедиции по борьбе с деятельностью вест-индских пиратов, возглавляемых Роберто Кофреси, командуя шхуной Grampus и с 1824 года приняв верховное командование над экспедицией. Результатом стал захват его силами пиратской цитадели Фокскардо и двух известных пиратов — Пальмиры и самого Кофреси, захваченного им во время морского боя 2 марта 1825 года. Позднее он служил на кораблях Franklin и Washington, а с 1828 года командовал шлюпом St. Louis' со званием мастер-комманданта, до которого он был повышен в 1826 году. Он был повышен до капитана в 1837 году и с 1840 по 1844 год возглавлял военно-морскую верфь Portsmouth NSY.
Он командовал Тихоокеанской эскадрой в 1844—1846 годах. В 1845 году, когда отношения США с Мексикой обострились, ему было приказано высадиться в Верхней Калифорнии. После начала Американо-мексиканской войны участвовал в битве при Монтерее, поднял флаг над местной таможней и 7 июля 1846 года издал прокламацию, в которой объявлял Калифорнию частью США; затем в течение семи дней исполнял обязанности военного губернатора Калифорнии. Из-за ухудшения здоровья вскоре перешёл на береговую службу, возглавляя Норфолкскую военно-морскую верфь в 1847—1851 годах, участвовал в создании верфи Mare Island NSY и затем управлял строительством батареи Стивенса в 1855 году.
Фактически ушёл со службы в 1861 году, но получил звание коммодора в 1862 и контр-адмирала в 1863 году; окончательно ушёл в отставку в 1866 году. Был масоном, принадлежал к ложе святого Николая. Умер в Нью-Брайтоне, Нью-Йорк. В его честь было названо несколько военных кораблей, улиц городов, фортов, учебных заведений.